# Congrès mondial de la documentation universelle
Le Congrès mondial de la documentation universelle s'est tenu du 16 au 21 août 1937 à Paris. Des délégués de 45 pays se sont réunis pour discuter des moyens par lesquels toute l'information mondiale, qu’elle soit imprimée, manuscrite ou sous toute autre forme, pourrait être efficacement organisée et rendue accessible.

## Le congrès dans l'histoire des sciences de l'information
Le Congrès se tient au palais du Trocadéro sous les auspices de l'Institut international de bibliographie et est décrit comme « l’apothéose » d'un mouvement général des années 1930 vers la classification de la masse croissante d'informations et l'amélioration de l'accès à ces informations. Pour la première fois dans l'histoire des sciences de l'information, les moyens technologiques commencent à rattraper les buts théoriques, ce que reflètent les débats. La participation à ce congrès a été l'un des premiers projets de l'Institut américain de documentation (American Documentation Institute, ADI). Les participants discutent notamment de ce qui a été appelé plus récemment une « encyclopédie hypertexte continuellement mise à jour ». Joseph Reagle voit de nombreuses idées examinées lors de la conférence comme des précurseurs de certains objectifs et normes clés de Wikipédia .

## Microfilm
La principale résolution adoptée par le congrès proposait que les microfilms soient utilisés pour rendre l'information universellement disponible. Watson Davis, président de la délégation américaine et président de l'ADI, fait observer que le volume d'informations produites crée de difficiles problèmes d'accès et de conservation, mais que ceux-ci peuvent être résolus par l'utilisation des microfilms. Il déclare :
Le plus immédiat et le plus simple à mettre en œuvre est le microfilmage des documents dans les bibliothèques sur demande. Il deviendra pratique et économique d'envoyer à un emprunteur potentiel de documents une petite bande de microfilm qu'il gardera en sa possession de façon permanente au lieu d'un livre d'emprunt, qui impliquerait de le harceler pour qu'il le rende avant qu'il n'ait eu la chance de l'utiliser efficacement. Je crois que les machines à lire les microfilms deviendront aussi courantes que les machines à écrire dans les bureaux et les laboratoires. Si les principales bibliothèques et centres d'information du monde coopèrent à ces « services de bibliofilms », comme on les appelle, s'ils échangent des commandes et ont des méthodes, des formulaires de commande, des formats de microfilms et des méthodes de production standard et des prix comparables sinon uniformes, les ressources de n'importe quelle bibliothèque seront mises à la disposition de n'importe quel universitaire ou scientifique partout dans le monde. Toutes les bibliothèques coopérantes fusionneront en une seule bibliothèque mondiale sans perte d'identité ou d'individualité. La documentation mondiale deviendra accessible même au chercheur le plus isolé et le plus individualiste.
Le Congrès hébergeait deux expositions distinctes sur le microfilm : l'une montrant du matériel utilisé à la Bibliothèque nationale de France et l'autre, coordonnée par l'université de Chicago, consistant en un laboratoire complet, avec des appareils à microfilmer, une chambre noire et divers types de machines de lecture. Emanuel Goldberg présente un des premiers appareils de microphotographie, inventé par lui-même.
D'autres résolutions adoptées par le Congrès concernaient des normes uniformes pour la préparation des articles, pour le classement des livres et autres documents, pour l'indexation des journaux et périodiques et pour la coopération entre les bibliothèques.

## H. G. Wells
Dans son allocution donnée au Congrès, H. G. Wells rappelle son idée du cerveau mondial, lequel fait figure de précurseur des idées proposées par d'autres délégués. Il relie explicitement les projets en discussion au travail des encyclopédistes : 
Je parle d'un processus d'organisation mentale à travers le monde que je crois aussi inévitable que tout peut l'être dans les affaires humaines. Toutes les détresses et les horreurs du temps présent sont foncièrement intellectuelles. Le monde doit se ressaisir, et ce [Congrès] est le début de ses efforts. La civilisation est un Phénix. Il périt dans les flammes et même en mourant, il renaît. Cette synthèse de connaissances sur laquelle vous travaillez est le début nécessaire d'un nouveau monde. Il est bon de se retrouver ici à Paris où la première encyclopédie importante a été rédigée. Il serait impossible de surévaluer notre dette envers Diderot et ses associés.

## Autres participants
Les participants au Congrès comprenaient des auteurs, des bibliothécaires, des universitaires, des archivistes, des scientifiques et des éditeurs. Certaines des personnes notables présentes non mentionnées ci-dessus étaient :